# تیپ ۱۷۳ هوابرد
تیپ ۱۷۳ هوابرد (انگلیسی: 173rd Airborne Brigade) تیپ پیاده‌نظام هوابرد نیروی زمینی ایالات متحده آمریکا است که در ویچنزا، ایتالیا مستقر می‌باشد. این تیپ یک نیروی واکنش‌سریع استراتژیک هوابرد زیرمجموعه فرماندهی اروپایی ایالات متحده آمریکا در اروپا است.
این واحد که در سال ۱۹۱۵ با نام تیپ ۱۷۳ پیاده فعال شد، در جنگ جهانی دوم خدمت کرد، اما بیشتر به خاطر اقداماتش در طول جنگ ویتنام شناخته می‌شود. این تیپ اولین تشکیلات زمینی بزرگ نیروی زمینی ایالات متحده بود که به ویتنام جنوبی اعزام شد و از سال ۱۹۶۵ تا ۱۹۷۱ در آنجا فعالیت کرد و ۱۵۳۳ سرباز را در این دوره از دست داد. این تیپ در سال ۱۹۷۲ به ایالات متحده بازگشت، جایی که گردان‌های اول و دوم، پیاده نظام ۵۰۳، در تیپ سوم لشکر ۱۰۱ هوابرد ادغام شدند و گردان سوم، توپخانه صحرایی ۳۱۹، به لشکر توپخانه در لشکر ۱۰۱ منتقل شد. واحدهای باقیمانده تیپ ۱۷۳ نیز غیرفعال شدند.
از زمان فعال شدن مجدد تیپ ۱۷۳ هوابرد در سال ۲۰۰۰، این تیپ پنج مأموریت در خاورمیانه در جنگ علیه تروریسم انجام داد. تیپ ۱۷۳ در حمله اولیه و اشغال عراق در طول عملیات آزادی عراق در سال‌های ۲۰۰۳-۲۰۰۴ شرکت کرد و چهار مأموریت در افغانستان در حمایت از عملیات آزادی پایدار در سال‌های ۲۰۰۵-۲۰۰۶، ۲۰۰۷-۲۰۰۸، ۲۰۰۹-۲۰۱۰ و ۲۰۱۲-۲۰۱۳ داشت.